# La Force (Aude)
La Force é uma comuna francesa na região administrativa de Occitânia, no departamento de Aude. Estende-se por uma área de 4,6 km². Em 2010 a comuna tinha 238 habitantes (densidade: 51,7 hab./km²).